# Liste der Amateurfunk-Persönlichkeiten

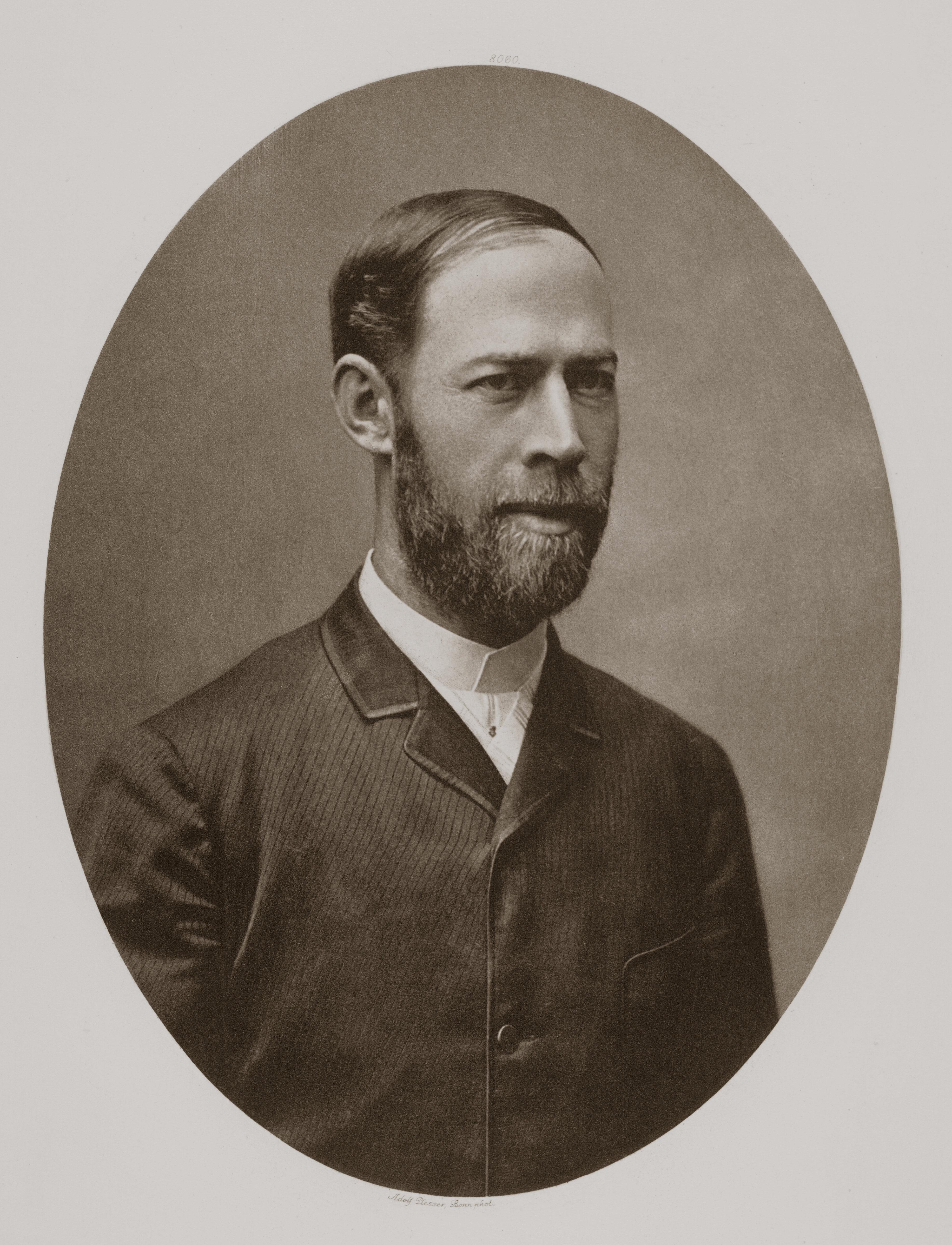
Heinrich Hertz (ca. 1890), einer der wichtigsten Pioniere der Funktechnik, fehlt in dieser Liste, da es zu seiner Zeit noch keinen Amateurfunk im heutigen Sinne gab. Er ist jedoch zweifellos einer der Gründerväter.

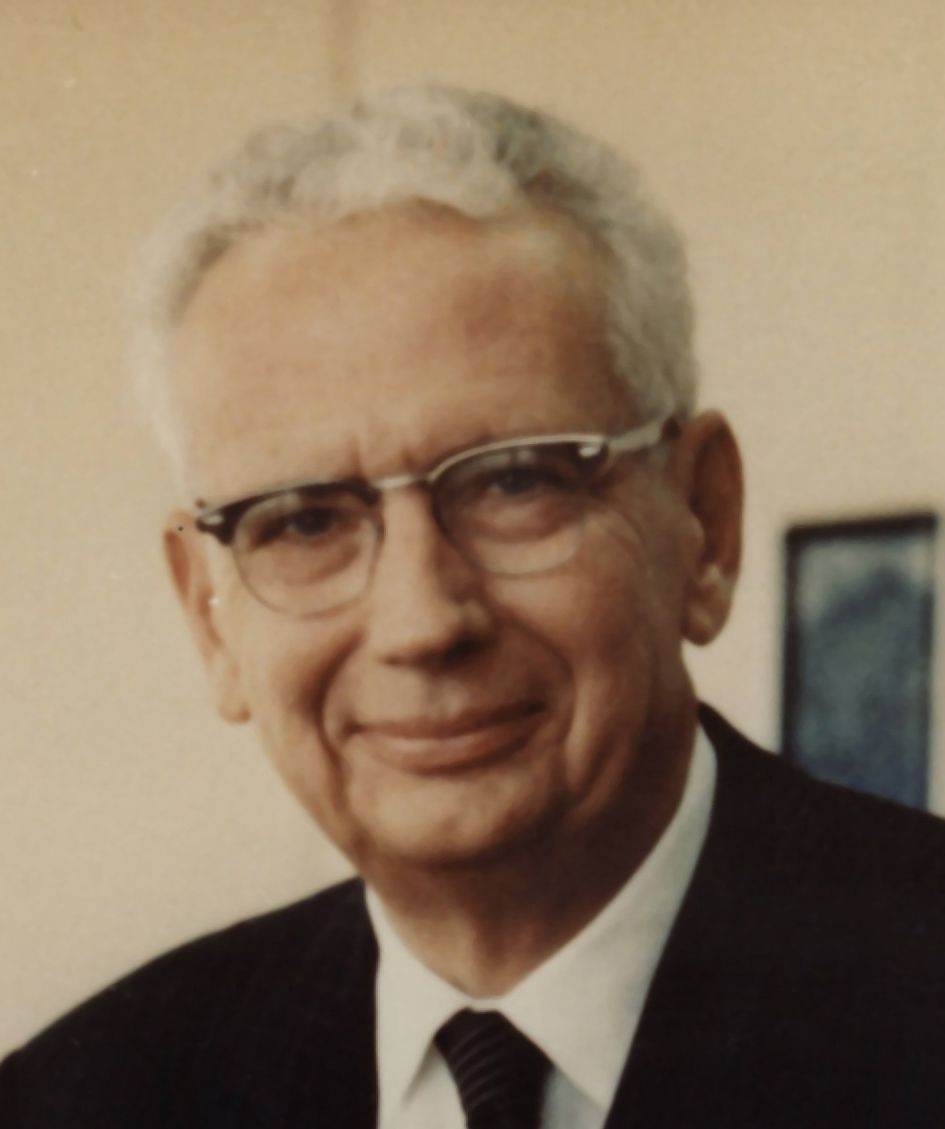
Art Collins, WØCXX (ca. 1970)

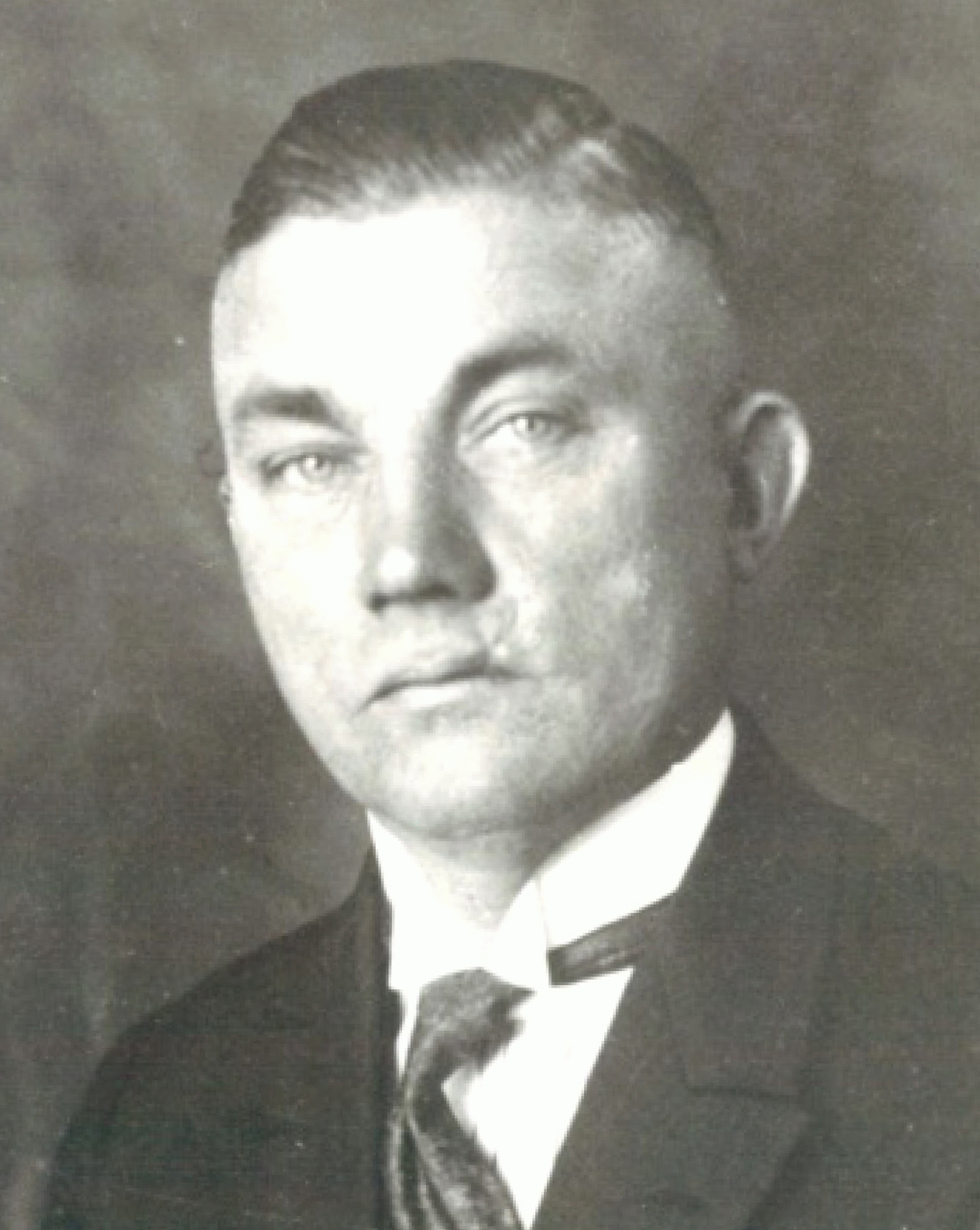
Abraham Esau, EK4AAL (ca. 1930), Gründungspräsident des D.F.T.V.

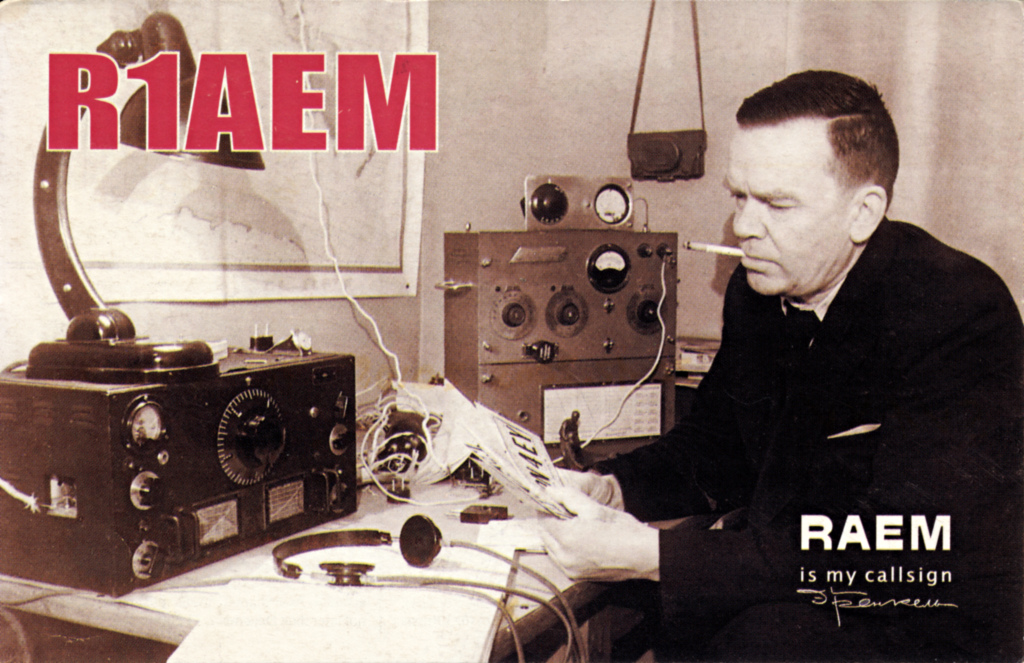
QSL-Karte R1AEM von 2013 zu Ehren von Ernst Krenkel, RAEM, zu sehen mit seinem HRO-Funkempfänger.

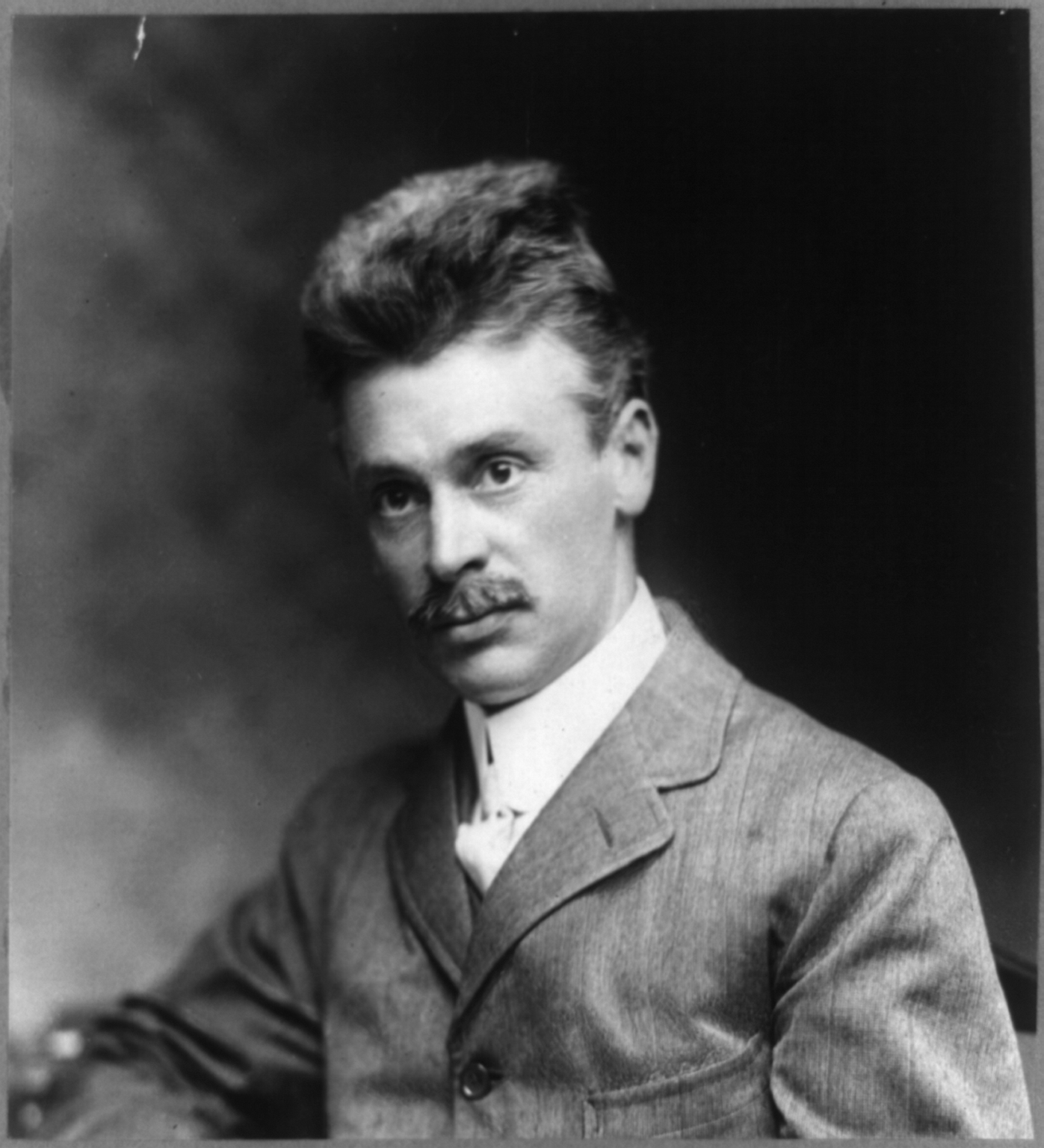
Hiram Percy Maxim (ca. 1914), W1AW, gründete 1914 die ARRL und gilt als „Stammvater“ aller Funkamateure der Welt.

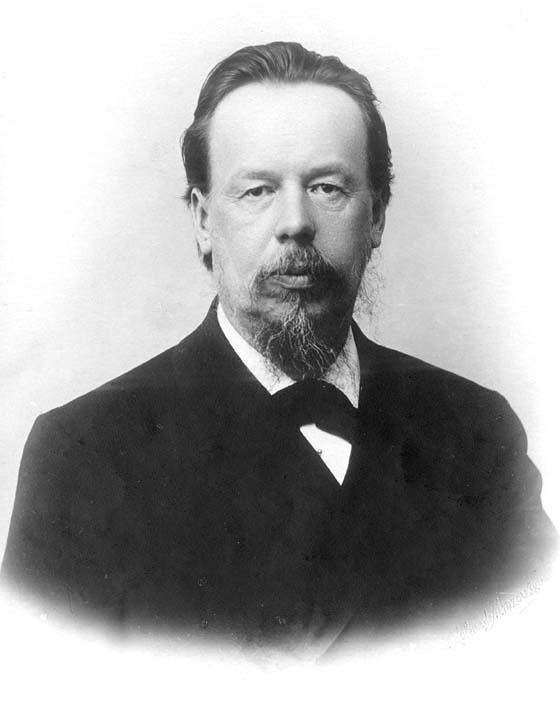
Alexander Popow (ca. 1900)

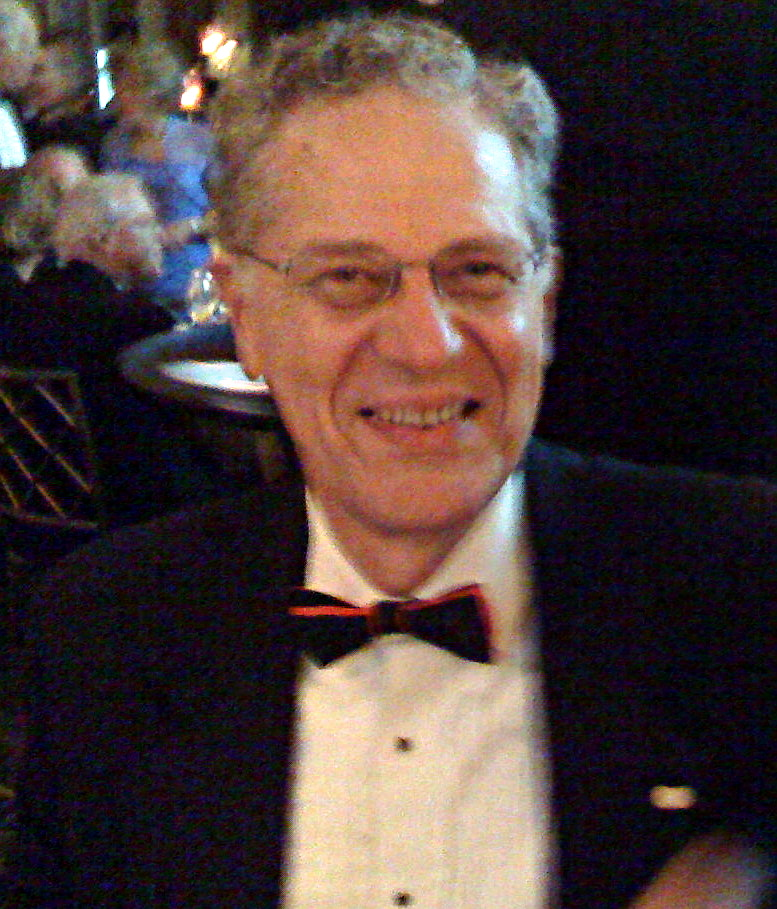
Joe Taylor, K1JT (2008)

In der Liste der Amateurfunk-Persönlichkeiten werden Persönlichkeiten aufgeführt, die sich in herausragender Weise um die Entwicklung des Amateurfunks verdient gemacht haben. Die Physiker James Clerk Maxwell (1831–1879) und Heinrich Hertz (Bild) (1857–1894) waren zwei wichtige Wegbereiter der Funktechnik. Zu ihrer Zeit existierten die Begriffe „Amateurfunk“ oder „Funkamateur“ noch nicht. Ihnen folgten Funkpioniere wie Alexander Stepanowitsch Popow (1859–1906), Roberto Landell de Moura (1861–1928) und Guglielmo Marconi (1874–1937). Sie gehören zu den Ersten, die sich auch aus persönlichen Neigungen und Interesse heraus mit „Funken“ beschäftigten, also mit der Erzeugung, der Ausbreitung und dem Empfang von elektromagnetischen Wellen.
(Zu Persönlichkeiten, die aus zumeist anderen Gründen oder auf anderen Gebieten prominent sind und auch Amateurfunk betreiben oder betrieben haben, siehe Liste prominenter Funkamateure.)

## A
- Franz Anderle (1874–1957), österreichischer Offizier, DE5ØØØ[2]

## B
- Harold Henry Beverage (1893–1993), US-amerikanischer Pionier der Funktechnik, W2BML
- Heinrich Brunswig (1907–2002), deutscher Hochfrequenztechniker, DL6DM

## C
- Arthur A. Collins (Bild) (1909–1987), US-amerikanischer Erfinder und Unternehmer, WØCXX

## D
- Léon Deloy (1894–1969), (F)8AB, gelang 1923 das erste Transatlantik-QSO auf Kurzwelle
- Jack DeWitt (1906–1999), US-amerikanischer Ingenieur, N4CBC
- Walter Dieminger (1907–2000), deutscher Hochfrequenztechniker, DL6DS
- Bob Drake (1910–1975), US-amerikanischer Ingenieur und Gründer der Drake Company, W8CYE

## E
- Abraham Esau (Bild) (1884–1955), deutscher Physiker, EK4AAL

## F
- Rudolf Formis, deutscher Ingenieur, Radiotechniker und Opfer des Nationalsozialismus, KY4
- Josef Fuchs (1904–1989), österreichischer Astronom, Geophysiker, Autor des Signalbuchs für den Kurzwellenverkehr und Gründungsmitglied des ÖVSV, OE1JF

## H
- Rudolf Horkheimer (1894–1982), deutscher Funktechnikpionier, K4YAE, CP6XF

## I
- Jörg Ißler (1928–2015), deutscher Ingenieur, DL1CT, später DL3SA

## K
- Leonard Kahn (1926–2012), US-amerikanischer Elektroingenieur, WB2SSP
- Wolfram Felix Körner (1920–1998), deutscher Autor und Verleger, DL1CU
- Ernst Theodorowitsch Krenkel (Bild) (1903–1971), sowjetischer Polarforscher und Funker, RAEM
- Alois Krischke (1936–2023), österreichischer Sachbuchautor und Nachrichtentechniker, OE8AK, DJØTR

## L
- Roberto Landell de Moura (1861–1928), brasilianischer Priester

## M
- Guglielmo Marconi (1874–1937), italienischer Radiopionier und Unternehmer
- Hiram Percy Maxim (Bild) (1869–1936), US-amerikanischer Erfinder, 1AW, W1AW
- Florence Violet McKenzie (1890–1982), australische Unternehmerin, VK2FV
- Eckart Moltrecht (* um 1939), deutscher Sachbuchautor, DJ4UF
- Clarence Cecil Moore (1904–1979), US-amerikanischer Erfinder der Quadantenne, W9LZX

## P
- Alexander Stepanowitsch Popow (Bild) (1869–1906), russischer Physiker

## R
- Karl Rothammel (1914–1987), deutscher Sachbuchautor, DM2ABK, Y21BK, Y3ØABK
- Max Rüegger (* 1942), Schweizer Ingenieur und Sachbuchautor, HB9ACC

## S
- Enrique Sazié (1897–1988), chilenischer Radiopionier, CE3XX
- Kurt Schips (1927–2022), deutscher Ingenieur, DL1DA
- Fred Schnell (1890–1957), 1MO, gelang 1923 das erste Transatlantik-QSO auf Kurzwelle
- Wes Schum (1921–2015), amerikanischer Unternehmer und Gründer von Central Electronics Inc. (CE), W9DYV
- Wilhelm Ludolf Schmitz (1899–1973), deutscher Physiker, K-P6

## T
- Joe Taylor (* 1941), US-amerikanischer Astrophysiker, K1JT

## V
- Louis Varney (1911–2000), britischer Nachrichtentechniker, G5RV
- Mike Villard (1916–2004), US-amerikanischer Elektroingenieur, W6QYT

## W
- Don Wallace (1898–1985), US-amerikanischer Radiopionier, W6AM
- Marcel Wallace, französisch-US-amerikanischer Ingenieur und Gründer der Panoramic Radio Corporation, F3HM[3]